# Armschwinge

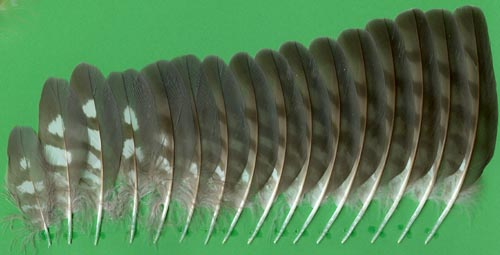
Armschwingen eines Sperbermännchens

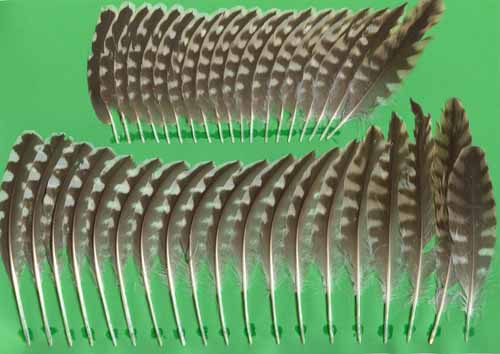
Armschwingen und große Armdecken eines Großen Brachvogels

Als Armschwingen (Remiges secundarii) werden die großen Federn am Arm des Vogelflügels bezeichnet. Sie sind an der Elle befestigt und bilden die Tragfläche des Flügels. Die Anzahl der Armschwingen hängt von der Länge der Elle ab. Bei Segelfliegern ist diese verlängert. So reicht die Anzahl der Armschwingen von sechs bei den Kolibris bis zu 40 bei den Albatrossen. Sperlingsvögel haben im Allgemeinen neun, selten zehn Armschwingen.
Die Nummerierung erfolgt im Allgemeinen vom Handgelenk (Carpalgelenk) nach innen, also vom körperfernen (distalen) zum körpernahen (proximalen) Bereich. 
Die inneren drei (bei Sperlingsvögeln) oder fünf (bei Limikolen) Armschwingen sind meist anders geformt und liegen über dem zusammengelegten Vogelflügel, um diesen zu schützen. Sie werden auch als Schirmfedern bezeichnet. Die abweichende Form und Färbung sind bei nebenstehenden Bildern gut zu erkennen. Rumpfwärts der Armschwingen liegen die Humeralfedern.

## Galerie

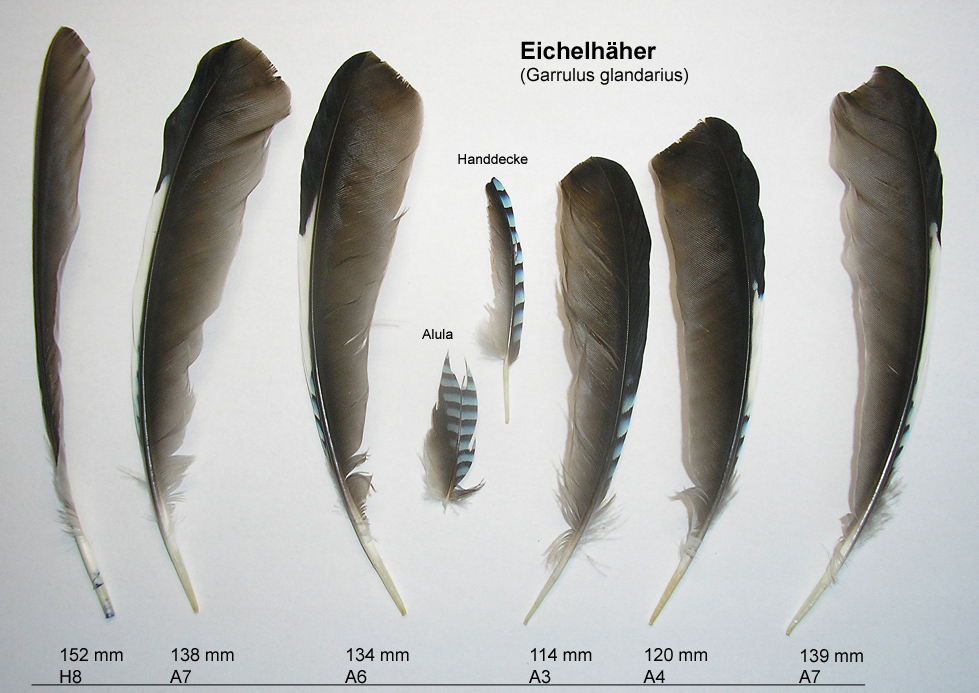
Armschwingen des Eichelhähers, sowie links eine Handschwinge.
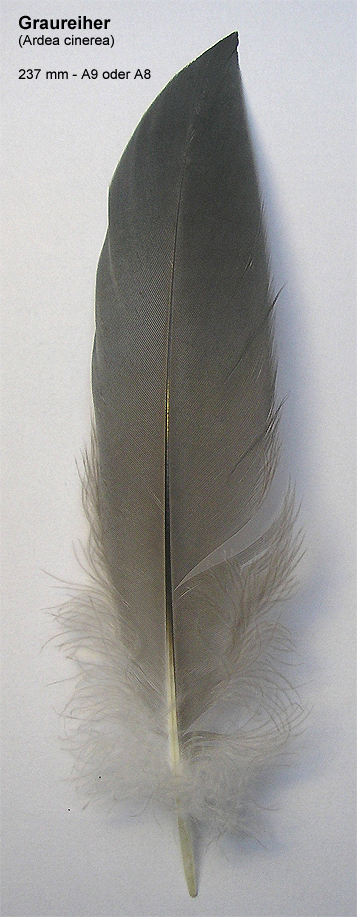
Schirmfeder des Graureihers.
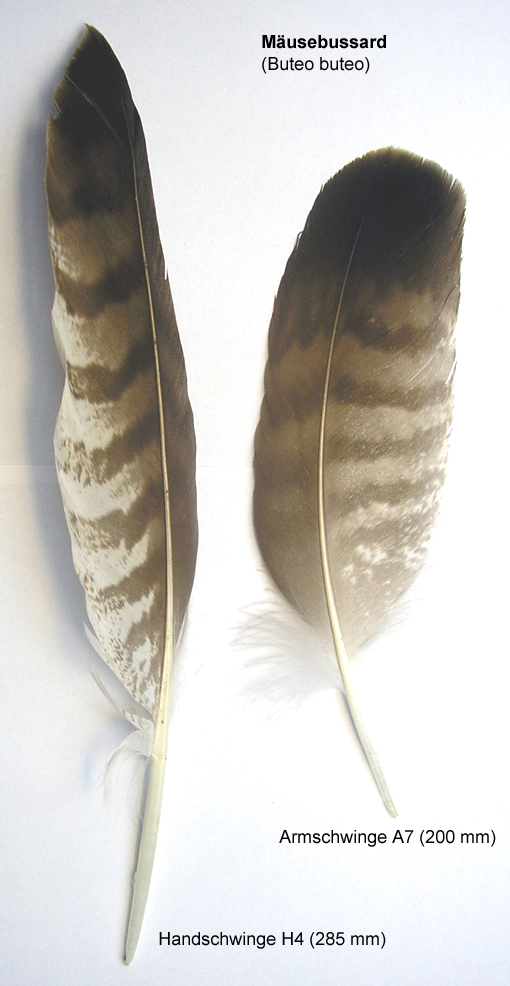
Vergleich einer Hand- und Armschwinge am Beispiel Mäusebussard.